# Hans A. Nikel
Hans A. Nikel (eigentlich Johannes Alfons Nikel; * 23. Februar 1930 in Bielitz; † 27. Dezember 2018 in Bad Homburg vor der Höhe) war ein deutscher Verleger, Herausgeber und Künstler. Bekannt wurde er vor allem als Gründer der literarisch-satirischen Zeitschrift pardon.

## Jugend
Nikel  betätigte sich bereits im Alter von 13 Jahren als Gründer einer Schülerzeitschrift und behauptete über sie, sie sei „die einzige nicht-lizenzierte, nicht-kontrollierte Zeitung im Dritten Reich“ gewesen. In der Endphase des Krieges wurde er noch zu einer Nachrichtentruppe eingezogen und konnte sich nach dem Kriegsende nach Erfurt durchschlagen. Hier gründete er, zusammen mit Reinhard Lettau und anderen, abermals eine Schülerzeitschrift, flüchtete aber bald in die Amerikanische Besatzungszone.
Im Juni 1948 machte er in Frankfurt das Abitur und lernte dann das journalistische Handwerk bei der Süddeutschen Zeitung, ehe er 1949 als Redakteur zur Frankfurter Rundschau wechselte. An diese frühe Zeit von Nikels journalistischem Wirken erinnerte der ehemalige FR-Redakteur Brügmann:

„Für erinnerungswürdig halte ich, dass es Nikel war, der als Redakteur der FR im Alter von 19 Jahren den Leitartikel schrieb, als der erste Bundeskanzler Konrad Adenauer seine Regierung bildete (FR vom 22. September 1949). Und auch für die FR den Schriftsteller Thomas Mann "betreute", als dieser 1949 erstmals wieder nach Deutschland kam, in der Paulskirche sprach und die FR-Redaktion besuchte.“

Parallel zu seiner Tätigkeit bei der FR studierte Nikel bei den Philosophen Max Horkheimer und Theodor W. Adorno.

## Herausgeber- und Verlegertätigkeit
Zusammen mit Erich Bärmeier gründete Nikel 1951 die „Fortuna Druck- und Verlagsgesellschaft Bärmeier, Nikel & Co. KG“ in Frankfurt. Dort erschien unter anderem die von den Besitzern selbst gestaltete kurzlebige Zeitschrift Preisbeobachter, die bereits nach wenigen Monaten wieder einging. Fortuna betrieb zudem einen Karikaturendienst, für den gelegentlich Chlodwig Poth und Hans Traxler arbeiteten.
1954 gründeten Nikel und Erich Bärmeier den Verlag Bärmeier & Nikel (B&N). Nikel gewann prominente Autoren wie Erich Kästner, Alexander Mitscherlich oder Gerhard Zwerenz, die Vorworte für die vorzugsweise grafischen und satirischen Bücher schrieben.
Als erstes Buch erschien eines mit Kurt Halbritters Zeichnungen zu dem vieldiskutierten Text von Werner Finck Disziplin ist alles, eine Stellungnahme gegen die Wiederaufrüstung in der Bundesrepublik. Dem folgte ein Kritischer Kalender von A. Paul Weber.
1955 erfand Nikel die Kleinen Schmunzelbücher (sechs mal sieben Zentimeter), die mit wenig Kapitaleinsatz realisiert werden konnten. Loriot war einer der Autoren.
Es folgten Werke von Autoren wie Robert Gernhardt, Walter Hanel, Otto Köhler, Chlodwig Poth, Felix Rexhausen, Hans Traxler, F. K. Waechter sowie eine 20-bändige Jules-Verne-Ausgabe mit Neuübersetzungen durch Jungautoren wie Wolf Wondratschek. Der Verlag bestand bis 1971.
Im September 1962 gaben Bärmeier und Nikel das erste Heft von pardon heraus, unterstützt von Erich Kästner, Loriot, Werner Finck, Hans Magnus Enzensberger u. a. Im September 1970 schied Bärmeier, der sich um die kaufmännischen Angelegenheiten gekümmert hatte, als Mitherausgeber aus. Bis 1980 war Nikel Verleger, Herausgeber und Chefredakteur. pardon erreichte eine Auflage von 320.000 Exemplaren. Nikel initiierte berühmt gewordene pardon-Aktionen und holte Autoren wie Alice Schwarzer, Günter Wallraff, Gerhard Kromschröder oder Robert Jungk ins Blatt.
1966 übernahmen Nikel und Bärmeier die in Konkurs gegangene Verbraucherzeitschrift DM und das zugehörige Testinstitut. Erich Bärmeier wurde 1970 Chefredakteur.
1972 bekam Nikel die Goldmedaille des Art Directors Club und wurde Jury-Mitglied und Präsident verschiedener Grafik- und Cartoon-Biennalen bzw. Ausstellungen.

## Engagement für die Kriegsdienstverweigerung
Über Nikels unbestreitbares Engagement für die Kriegsdienstverweigerung kursieren mehrere zum Teil unrichtige Darstellungen, die auch auf dem Text Leben und Werke auf der Webseite  Nikel. Kunst will erzählen! beruhen. Er wird dort unter Bezug auf das Jahr 1955 als „Mitinitiator und Begründer des Verbandes des Kriegsdienstverweigerer“ (VK) genannt, und es wird weiter behauptet, dass auf der „ersten eigenen Druckmaschine […] die Zeitschrift ZIVIL gedruckt [wurde], betreut von Willy Fleckhaus“. Auch Brügmann erklärt ihn aus seinen Erinnerungen heraus fälschlicherweise zum „Mitbegründer der Bewegung der Kriegsdienstverweigerer in Deutschland“.
Zunächst ist festzuhalten, dass die Bewegung der Kriegsdienstverweigerer in Deutschland vor dem oben erwähnten Jahr 1955 entstanden war, nämlich 1947. In dem Jahr konstituierte sich in Hamburg die Internationale der Kriegsdienstgegner/innen (IdK), und es gibt keine Belege dafür, dass Nikel an dieser Gründung mitgewirkt hat. Auch den VK gab es 1955 noch nicht. Es gibt aber in dem zuvor zitierten Text Leben und Werke auch den Hinweis, dass auch Hans-Jürgen Wischnewski „bei seinem [Nikels] Verband dabei“ gewesen sei, und das legt nahe, dass Nikel in Verbindung zur Kölner Gruppe der Wehrdienstverweigerer (GdW) stand, die begonnen hatte, sich über das Kölner Umfeld hinaus auszubreiten. Damit schlösse sich auch der Kreis zu  Willy Fleckhaus, der 1950 Redakteur der vom Bund-Verlag herausgegeben und in Köln erscheinenden gewerkschaftlichen Jugendzeitschrift Aufwärts geworden war und 1953 deren gestalterische Leitung übernahm.
Ähnlich sah dies auch Guido Grünewald, nach dem Nikel spätestes 1956 die Leitung der am 7. Januar 1956 gegründeten Ortsgruppe Frankfurt der GdW übernommen hatte.

„Ab September 1956 bot die Gruppe Beratungen für KDVer an, für die sich der als Strafrechtsverteidiger bekannte Rechtsanwalt Paul Haag zur Verfügung stellte; Nikel selbst begleitete Verweigerer als Rechtsbeistand in den Prüfungsgremien. Dass sich die GdW mit lockeren Propagandasprüchen (Weder Volkspolizist noch Bundesarmist! Kopf ab zum Gebet! Lieber Rock'n Roll als Marschmusikl) von der traditionell
agierenden ldK abhob, war nicht zuletzt auf Nikel zurückzuführen; Pardon-Zeichner Kurt Halbritter lieferte pointierte Karikaturen.“

Nikel war anschließend im VK aktiv, der am 4. Mai 1958 durch die Fusion der GdW mit Teilen der ldK entstand war. Auf dem Fusionskongress in Frankfurt wurde er als Referent in den Bundesvorstand gewählt, und auf dem ersten ordentlichen Bundeskongress am 15. und 16. November 1958 in Köln zum stellvertretenden Bundesvorsitzenden. In anderen Funktionen blieb er noch bis 1961 im Bundesvorstand aktiv.
Eine andere Form der Unterstützung von Kriegsdienstverweigerern praktizierte Nikel während des Algerienkriegs. Er „half französischen Deserteuren des Algerienkrieges, heimlich in Naturfreundehäusern im Taunus unterzukommen“. In dem Text Leben und Werke heißt es dazu: „Zusammen mit seiner frankophilen Assistentin Heike Müller-Benad verschaffte er den Deserteuren Zuflucht, Unterkunft, Arbeit und Verpflegung. Das musste absolut geheim geschehen, weil es andernfalls zu diplomatischen Verwicklungen zwischen der BRD und Frankreich geführt hätte. Sehr geholfen haben Nikel in vielen Fällen der Bund der Naturfreunde-Jugend, hier besonders Hainer Halberstadt vom Club Voltaire. Sie hatten zahlreiche Wanderheime und Hütten im Taunus, dort konnten die Flüchtlinge Unterschlupf finden und sich durch Mithilfe ihre Existenz sichern.“

## Philosophisch-künstlerische Tätigkeit
Nikel leitete pardon bis zum Herbst 1980 als Herausgeber, verkaufte es dann und nahm sein erstes Studium wieder auf. Er promovierte 1983 in Philosophie mit einer Arbeit über Meister Eckhart.
Nach der Promotion wurde Nikel als Künstler und Bildhauer tätig. Es entstanden mehr als 120 Bronzeskulpturen und -plastiken. 1998 wurden seine Werke in einer Ausstellung der Öffentlichkeit präsentiert. Die Schirmherrschaft übernahm Hans Eichel, die Laudatio hielt der hessische Kultusminister; zahlreiche prominente Schriftsteller, Dichter, Philosophen und Persönlichkeiten des öffentlichen Lebens fanden sich ein.
2001 begründete Nikel den Ehrenpreis der Fairness-Stiftung, zu dessen Gründungskuratoren er zusammen mit Rupert Lay SJ gehörte. Bei dieser Stiftung setzte er sich – „in Zeiten zunehmenden persönlichen und gesellschaftlichen Mobbings“ – engagiert für humanen Umgang im Privaten und in der Arbeitswelt ein.
Hans A. Nikel lebte zuletzt – zusammen mit seiner ebenfalls künstlerisch tätigen Frau – in Bad Homburg vor der Höhe.

## Rezeption
Chlodwig Poth, Mitbegründer von pardon und lange dort tätig, bot in seinem satirischen Schlüsselroman Die Vereinigung von Körper und Geist mit Richards Hilfe ein wenig schmeichelhaftes Porträt der Herausgebertätigkeit Nikels. Nikel erscheint hier in Gestalt der Romanfigur Baerblei.

## Bibliografie
- Annäherung an das ganz Andere : Analogien zwischen Ergebnissen naturwissenschaftlicher Forschung und Erkenntnissen der Mystik. Dissertation Frankfurt am Main 1983. Bücher und Nachrichten, Frankfurt am Main 1984, ISBN 3-7619-0100-3. Neuausgabe als: Die Mystik der Physik : Annäherung an das ganz Andere : Entsprechungen zwischen Ergebnissen naturwissenschaftlicher Forschung und Erkenntnissen der Mystik. Ludwig, Kiel 2010, ISBN 978-3-86935-023-3.
- Kunst will erzählen : Poetische Metallgrafiken und Fotografien. Anlässlich der Ausstellung in der noblen Englischen Kirche, dem Kulturzentrum der Hölderlin-Stadt Bad Homburg vor der Höhe. Mit 107 Reproduktionen. Mit Texten von Peter Härtling, Tschingis Aitmatow, Eva Demski, Walter Kempowski, Günter Kunert, Reiner Kunze, Peter Rühmkorf. Mit einem biografischen Nachwort von Rafik Schami. Bücher und Nachrichten, Bad Homburg 1998, ISBN 3-7619-0101-1.
- Mondschaukeln. B und N, Bad Homburg 1999, ISBN 3-7619-0102-X.
- Sag mir, wie lange wirst du mich lieben? : Geschichten, die der Mond erzählt. Poetisch begleitet von Frantz Wittkamp. Lappan, Oldenburg 2002, ISBN 3-8303-6027-4.
- Vom Glück und Glanz der Goldnasen : Geschichten, die der Mond erzählt. Poetisch begleitet von Frantz Wittkamp. Lappan, Oldenburg 2003, ISBN 3-8303-6028-2.
- mit Konstantin Wecker: Fliegen mit dir : Liebeslieder. Mit vielen Bildern und einer CD. Edition Büchergilde, Frankfurt am Main 2007, ISBN 978-3-940111-37-1.
- Wie ein Weihnachtsmann und ein Engel die Welt in Ordnung bringen. Mit 26 Zeichnungen des Autors. Kreuz, Stuttgart 2008, ISBN 978-3-7831-3191-8.
- mit Stano Kochan und Edith Nikel-Ruppmann: Sylte : Die einzig wahre Geschichte von der wunderbaren Verwandlung der zauberhaften Meeresgöttin Sylte zur schönen Insel Sylt. B und N, Bad Homburg 2008, ISBN 978-3-7619-9999-8.
- Willst du mit mir Tango tanzen? Das Bilderbuch der versteckten Geschichten : Zum Lesen und Selbst-Dichten. Mit einer Ermunterung von Peter Härtling. Ludwig, Kiel 2010, ISBN 978-3-86935-037-0.

als Herausgeber
- Stano Kochan: Der Wahrheit die Ehre : Münchhausen: Das neueste von Münchhausen. B & N, Bad Homburg 2011, ISBN 978-3-7619-0098-7.